# Silke Seehusen
Silke Seehusen (* 1953) ist Professorin für Informatik an der Technischen Hochschule Lübeck und Spezialistin für Agentenunterstützte und Intelligente Systeme.
Sie ist Autorin zahlreicher Publikationen, insbesondere auch auf den Gebieten Multimedia und E-Learning. Sie war maßgeblich beteiligt bei der Erstellung des Verbunds "Virtuelle Fachhochschule". Ein Schwerpunkt ihrer Arbeit ist die Förderung von Frauen in technischen Fächern.
2008 wurde sie vom NRW-Wissenschaftsministerium in den Hochschulrat der Hochschule Bochum gewählt.
Seehusen ist Vizepräsidentin von Soroptimist International, Club Ratzeburg (Stand Januar 2011).